# Geneva (Indiana)
Pour les articles homonymes, voir Geneva.
Geneva est une localité du comté d'Adams dans l’État de l'Indiana aux États-Unis. Elle comptait 1 293 habitants en 2010.

## Personnalité
- Gene Stratton Porter (17 août 1863 - 6 décembre 1924), écrivain et naturaliste née à Geneva